# Myrcianthes fragrans
Myrcianthes fragrans es una especie de planta que pertenece a la familia Myrtaceae, algunos de sus nombres comunes son: Guayabillo, Anal´ sip´ che macho, Koj kaan.

## Clasificación y descripción
Arbustos o árboles que crece hasta 15 m. Ramitas teretes o comprimidas; corteza pardo-rojiza, lisa, exfoliante, finalmente glabrescente. Hojas simples, elípticas a obovadas, las láminas 2-9 × 1.7-3 cm, 1.5-3 veces más largas que anchas, coriáceas, de color verde olivo o pardo claro al secarse, ambas superficies concoloras o más pálidas en el envés; vena media impresa en el haz, elevada en el envés; nervaduras laterales 10-14 por lado, las venas  intermedias, rectas, poco marcadas a muy marcadas en ambas superficies en hojas maduras o elevadas en el envés; nervaduras marginales rectas, a 1-2 mm de los márgenes; haz y envés glabrescentes o con pelos esparcidos, adpresos, comúnmente más persistentes a lo largo de la vena media del haz; glándulas numerosas y pequeñas en ambas superficies; base cuneada o angostamente cuneada; márgenes aplanados o revolutos cerca de la base, decurrentes en el pecíolo; ápice acuminado a obtusamente agudo o redondeado, la punta retusa en algunas plantas; pecíolos 2.5-10 mm, adaxialmente acanalados, seríceos o glabrescentes. Inflorescencias axilares, solitarias; los pedúnculos miden 20-60 × 1-2 mm, comprimidos, atenuándose desde el ápice hacia la base, seríceos a glabrescentes; flores (1) 3-7; brácteas 2-4 mm, deciduas en la antesis o antes de esta, lineares, seríceas, los márgenes ciliados, el ápice redondeado; botones 3-4 mm, obovoides, seríceos. Las flores sésiles o pediceladas, la flor terminal sésil, las flores laterales sésiles o más comúnmente pediceladas, los pedicelos 3-10 mm, comprimidos, seríceos; bractéolas 2-4 mm, deciduas en la antesis o antes de esta, lineares, seríceas, los márgenes ciliados, el ápice redondeado; hipanto 2-3 mm, obcónico a campanulado, groseramente seríceo, los pelos 0.2-0.4 mm, cineréos o blancos, contrastando con los lobos del cáliz, verdes; lobos del cáliz 4 o 5, el número frecuentemente variable en la misma planta, 1.5-2.2 × 1.3-2 mm, similares en tamaño o el quinto más pequeño, deltoides a ampliamente ovados, la superficie externa finalmente glabrescente, la superficie interna persistentemente serícea, los márgenes ciliados, el ápice obtusamente agudo o redondeado; pétalos 4 o 5, en igual número a los lobos del cáliz, 3.5-5 × 3.5-5 mm, oblongos u obovados, los márgenes ciliados o con pocos pelos, el ápice redondeado; disco 3-4 mm en diámetro, redondo o cuadrado, el anillo estaminal generalmente peloso; estambres 100-150, 3-9 mm; estilo 4-8 mm, glabro o delgadamente peloso. Los frutos miden 6-15 × 6-15 mm, son globosos u ovados; el pericarpo es delgado, glandular, glabrescente o con pocos pelos persistentes; cáliz persistente, erecto; el fruto es de color negro-purpúreo cuando madura.

## Distribución y hábitat
Forma parte de los bosques húmedos y bosques de neblina en altitudes entre los 0 y los 1500 msnm. Se le encuentre en los Estados Unidos (Florida), México (Tamaulipas, Durango, Sinaloa, San Luis Potosí, Veracruz, Querétaro, Oaxaca, Guerrero, Michoacán, Jalisco, Nayarit, Veracruz, Tabasco, Campeche, Chiapas, Yucatán, Quintana Roo), Belice, Guatemala, El Salvador, Honduras, Nicaragua, Costa Rica, Colombia, Venezuela, Ecuador, Perú y las Antillas.

## Usos
Maderable, cercas y durmientes, medicinal.